# Bahnstrecke Bramming–Tønder
| Bahnhof Gredstedbro |                       |                                                        |                                                        |
| Bahnstrecke Bramming–Tønder mit Verbindung nach Niebüll |                       |                                                        |                                                        |
| Streckennummer: | Banedanmark 30        |                                                        |                                                        |
| Kursbuchstrecke: | 82                    |                                                        |                                                        |
| Streckenlänge: | 67,9 km               |                                                        |                                                        |
| Spurweite: | 1435 mm (Normalspur)  |                                                        |                                                        |
| Maximale Neigung: | 6 ‰                   |                                                        |                                                        |
| Streckengeschwindigkeit: | 100 km/h              |                                                        |                                                        |
| Zugbeeinflussung: | Bramming–Tønder: ETCS |                                                        |                                                        |
| |                       |                                                        |                                                        |
| \| \| \| von Esbjerg \| \| \| \| 0,0 \| Bramming \| 15 m.o.h. \| \| \| \| nach Lunderskov \| \| \| \| 4,2 \| Sejstrup \| 13,4 m.o.h. \| \| \| 8,5 \| Gredstedbro \| 6,9 m.o.h. \| \| \| \| Kongeå \| \| \| \| 13,0 \| Farup (bis 1971) \| 4,8 m.o.h. \| \| \| 15,3 \| Ribe Nørremark (seit 5. August 1984) \| 4,1 m.o.h. \| \| \| 16,7 \| Ribe \| 5 m.o.h. \| \| \| \| Ribe Å \| \| \| \| 23,0 \| Vedsted (früher Vedsted/Hvidding) \| 15 m.o.h. \| \| \| \| Grenze Dänemark/Deutschland 1864–1920 \| \| \| \| 23,3 \| Hviding (seit 1987) \| 10,1 m.o.h. \| \| \| 28,2 \| Rejsby (seit 1964) \| 7 m.o.h. \| \| \| 32,2 \| Brøns \| 5 m.o.h. \| \| \| \| Haderslebener Kreisbahn \| \| \| \| 36,7 \| Skærbæk \| 19 m.o.h. \| \| \| 42,1 \| Døstrup Sdj. (seit 1967) \| 5 m.o.h. \| \| \| \| Vollum (1920 bis etwa 1970) \| 3,6 m.o.h. \| \| \| 49,0 \| Bredebro \| 7,8 m.o.h. \| \| \| \| Bahnstrecke Rødekro–Løgumkloster–Bredebro nach Rødekro \| \| \| \| 54,5 \| Visby (ab 1925) \| 13,2 m.o.h. \| \| \| 61,7 \| Industrieanschluss \| Industrieanschluss \| \| \| \| zu den Luftschiffhallen Toni, Tobias und Toska \| \| \| \| \| zum Gaswerk \| \| \| \| \| Luftschiffbasis Tondern (1914–1923) \| \| \| \| \| \| \| \| \| 63,3 \| Tønder Nord (seit etwa 1954) \| 1,4 m.o.h. \| \| \| \| von Højer Sluse \| \| \| \| \| von Tinglev \| \| \| \| 64,0 \| Tønder \| 2,7 m.o.h. \| \| \| \| Vidå \| \| \| \| 67,9 \| Grenze Dänemark/Deutschland seit 1920 \| Grenze Dänemark/Deutschland seit 1920 \| \| \| \| nach Niebüll \| \| |                       |                                                        |                                                        |
| Strecke |                       | von Esbjerg                                            | von Esbjerg                                            |
| Bahnhof | 0,0                   | Bramming                                               | 15 m.o.h.                                              |
| Abzweig geradeaus und nach links |                       | nach Lunderskov                                        | nach Lunderskov                                        |
| Haltepunkt / Haltestelle | 4,2                   | Sejstrup                                               | 13,4 m.o.h.                                            |
| Bahnhof | 8,5                   | Gredstedbro                                            | 6,9 m.o.h.                                             |
| Brücke über Wasserlauf |                       | Kongeå                                                 | Kongeå                                                 |
| ehemaliger Haltepunkt / Haltestelle | 13,0                  | Farup (bis 1971)                                       | 4,8 m.o.h.                                             |
| Haltepunkt / Haltestelle | 15,3                  | Ribe Nørremark (seit 5. August 1984)                   | 4,1 m.o.h.                                             |
| Bahnhof | 16,7                  | Ribe                                                   | 5 m.o.h.                                               |
| Brücke über Wasserlauf |                       | Ribe Å                                                 | Ribe Å                                                 |
| ehemaliger Bahnhof | 23,0                  | Vedsted (früher Vedsted/Hvidding)                      | 15 m.o.h.                                              |
| ehemalige Grenze |                       | Grenze Dänemark/Deutschland 1864–1920                  | Grenze Dänemark/Deutschland 1864–1920                  |
| Haltepunkt / Haltestelle | 23,3                  | Hviding (seit 1987)                                    | 10,1 m.o.h.                                            |
| Haltepunkt / Haltestelle | 28,2                  | Rejsby (seit 1964)                                     | 7 m.o.h.                                               |
| Haltepunkt / Haltestelle | 32,2                  | Brøns                                                  | 5 m.o.h.                                               |
| Strecke · Strecke von links (außer Betrieb) |                       | Haderslebener Kreisbahn                                | Haderslebener Kreisbahn                                |
| Bahnhof · Kopfbahnhof Streckenende (Strecke außer Betrieb) | 36,7                  | Skærbæk                                                | 19 m.o.h.                                              |
| Haltepunkt / Haltestelle | 42,1                  | Døstrup Sdj. (seit 1967)                               | 5 m.o.h.                                               |
| ehemaliger Haltepunkt / Haltestelle |                       | Vollum (1920 bis etwa 1970)                            | 3,6 m.o.h.                                             |
| Bahnhof | 49,0                  | Bredebro                                               | 7,8 m.o.h.                                             |
| Abzweig geradeaus und ehemals nach links |                       | Bahnstrecke Rødekro–Løgumkloster–Bredebro nach Rødekro | Bahnstrecke Rødekro–Løgumkloster–Bredebro nach Rødekro |
| Haltepunkt / Haltestelle | 54,5                  | Visby (ab 1925)                                        | 13,2 m.o.h.                                            |
| Abzweig geradeaus und nach links | 61,7                  | Industrieanschluss                                     | Industrieanschluss                                     |
| Strecke · Strecke von links (außer Betrieb) |                       | zu den Luftschiffhallen Toni, Tobias und Toska         | zu den Luftschiffhallen Toni, Tobias und Toska         |
| Strecke · Abzweig geradeaus und nach links (Strecke außer Betrieb) |                       | zum Gaswerk                                            | zum Gaswerk                                            |
| Strecke · Dienststation / Betriebs- oder Güterbahnhof (Strecke außer Betrieb) |                       | Luftschiffbasis Tondern (1914–1923)                    | Luftschiffbasis Tondern (1914–1923)                    |
| Abzweig geradeaus und ehemals von links · Strecke nach rechts (außer Betrieb) |                       |                                                        |                                                        |
| Haltepunkt / Haltestelle | 63,3                  | Tønder Nord (seit etwa 1954)                           | 1,4 m.o.h.                                             |
| Abzweig geradeaus und ehemals von rechts |                       | von Højer Sluse                                        | von Højer Sluse                                        |
| Abzweig geradeaus und ehemals von links |                       | von Tinglev                                            | von Tinglev                                            |
| Bahnhof | 64,0                  | Tønder                                                 | 2,7 m.o.h.                                             |
| Brücke über Wasserlauf |                       | Vidå                                                   | Vidå                                                   |
| Grenze | 67,9                  | Grenze Dänemark/Deutschland seit 1920                  | Grenze Dänemark/Deutschland seit 1920                  |
| Strecke |                       | nach Niebüll                                           | nach Niebüll                                           |

Die Bahnstrecke Bramming–Tønder (deutsch: Bramming–Tondern) ist eine Strecke zwischen Bramming und Tønder nördlich der heutigen deutsch-dänischen Grenze in Nordschleswig bzw. in Sønderjylland. Sie ist aus historischer Sicht Teil der Marschbahn.
Alle Züge fahren heute über den ehemaligen Endbahnhof hinaus und beginnen bzw. enden in Esbjerg. Seit 2003 wird der Verkehr von Arriva durchgeführt.

## Geschichte

### Streckenabschnitt Bramming–Ribe

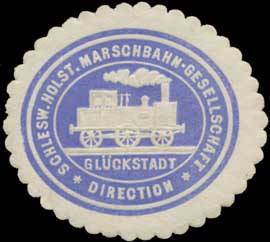
Siegelmarke der Schleswig-Holsteinischen Marschbahn-Gesellschaft

Zusätzlich zum Gesetz vom 24. April 1868, das den Bau einer Bahnstrecke zwischen Lunderskov und Esbjerg vorsah, wurde von Dänemark beschlossen, dass die Stadt Ribe nach dem Verlust ihres Hinterlandes im Zweiten Schleswigschen Krieg 1864 eine bessere Verkehrsverbindung erhalten sollte. So legte das Gesetz vom 16. April 1873 den Bau einer Bahnstrecke zwischen Bramming und Ribe fest, die am 1. Mai 1875 eröffnet wurde.
Erbauer dieses Streckenabschnittes waren die 1867 vom dänischen Staat als Nachfolgegesellschaft der Det Danske Jernbanedriftselskab gegründeten Jysk–Fyenske Jernbaner (JFJ), die 1874 in De Danske Statsbaner i Jylland-Fyn umbenannt wurden, 1880 die Det Sjællandske Jernbaneselskab übernahm und 1885 in die neu geschaffene Danske Statsbaner (DSB) übergingen.

### Streckenabschnitt Ribe–Tondern
Der Bau der Eisenbahn südlich von Ribe gestaltete sich schwieriger. Seit 1864 befand sich die Grenze zwischen Dänemark und Deutschland etwa sieben Kilometer südlich von Ribe. In Absprache zwischen Deutschland und Dänemark wurde festgelegt, die Eisenbahn zwischen Ribe und Heide über Tondern zu bauen. Die Glückstadt–Elmshorner Eisenbahn-Gesellschaft (GEE), ab 1. September 1879 Holsteinische Marschbahn-Gesellschaft und ab 1. Januar 1888 Schleswig-Holsteinische Marschbahn-Gesellschaft, hatte am 25. Juli 1884 die preußische Konzession zum Bau des deutschen Teils der Strecke von Bredstedt bis Hviding erhalten und diese 1887 eröffnet.
Mit der Verstaatlichung der Gesellschaft am 1. Juli 1890 ging der deutsche Teil der Strecke an die Preußischen Staatseisenbahnen über.
Der Abschnitt zwischen der Grenze und Ribe musste durch die Dänen errichtet werden. Da die dänische Regierung keine Fortschritte erzielte, entschied der Industrielle Carl Frederik Tietgen, in eigenem Namen die Verbindung zwischen Ribe und der Grenze bei Vedsted zu bauen. Diese konnte am 15. November 1887 eröffnet werden, während der deutsche Teil bis zur Grenze bereits am 17. Oktober des gleichen Jahres in Betrieb genommen wurde.
1888 wurde die Betriebsführung auf dem dänischen Streckenteil zwischen Vedsted und Ribe den DSB übertragen. Diese bezahlten Tietgen jährlich 40.000 Kronen Miete, bis sie ihm den Streckenabschnitt am 1. Juli 1896 für 833.465 Kronen abkauften.

## Grenzstation Vedsted/Hviding
Bis 1920 querte die Strecke die dänisch-deutsche Grenze bei Vedsted/Hviding. Die deutsche Station Hvidding und die dänische Station Vedsted hatten ein gemeinsames Bahnhofsgebäude, mit 153 Metern eines der längsten in Europa zur damaligen Zeit. Auf deutscher und dänischer Seite existierte jeweils ein Lokschuppen der entsprechenden Bahnverwaltung. Der deutsche Lokschuppen wurde 1922 und der dänische 1923/1924 abgebaut, das Baumaterial wurde an anderen Stellen verwendet. Im Bahnhofsgebäude wurde von 1921 bis 1933 schrittweise ein staatliches Krankenhaus eingerichtet, das heute noch existiert. Die bahndienstlichen Aufgaben wurden im ehemaligen deutschen Bahnhofsteil weiter wahrgenommen. Ab 1931 hieß der Bahnhof nur noch Hviding. Der lange Bahnsteig blieb bis 1952 erhalten. 1971 wurde der Bahnhof zu einer Haltestelle mit Fahrkartenverkauf abgewertet, 1972 erfolgte die Umwidmung in einen Haltepunkt. Dieser wiederum wurde 1987 aufgelassen, als weiter südlich ein neuer Haltepunkt Hviding näher am Zentrum von Egebæk-Hviding errichtet wurde.

## Anschlussbahn Luftschiffbasis Tondern
Vor Beginn des Ersten Weltkrieges begann das Kriegsministerium 1914, die Luftschiffbasis Tondern mit dem Bau der beiden Hallen Toni und Tobias zu errichten. Das Baumaterial wie auch das später benötigte Luftschiffgas wurde von Flensburg über die Marschbahn herangeführt. Da nach dem Bau der dritten Halle Toska die benötigte Gasmenge weiter anstieg, wurde aus Sicherheitsgründen etwa einen Kilometer im Süden der Hallen ein eigenes Gaswerk errichtet. Dort wurden 8000 bis 10000 m³ Gas pro Tag erzeugt. Die Hallen wurden mit dem Gaswerk mit Rohrleitungen verbunden, zusätzlich wurde mit Güterwagen mit Spezialbehältern Gas aus dem 50.000 m³ fassenden Lagertank vom Werk zu den Hallen befördert.
Beim Angriff der Engländer auf die Basis am 19. Juli 1918 wurde die Halle Toska durch Bomben beschädigt, die Luftschiffe L54 und L60 brannten aus, aber explodierten nicht. Eine Bombe traf die Zufahrtsstrecke westlich der Halle Tobias. Nach der Abtretung Nordschleswigs am 15. Juni 1920 übernahmen die DSB die vorhandenen Streckenteile. Auf Wunsch des dänischen Militärs wurden die Gleisanlagen bis 1923 unterhalten und danach aufgegeben.:11–13

## Verkehr

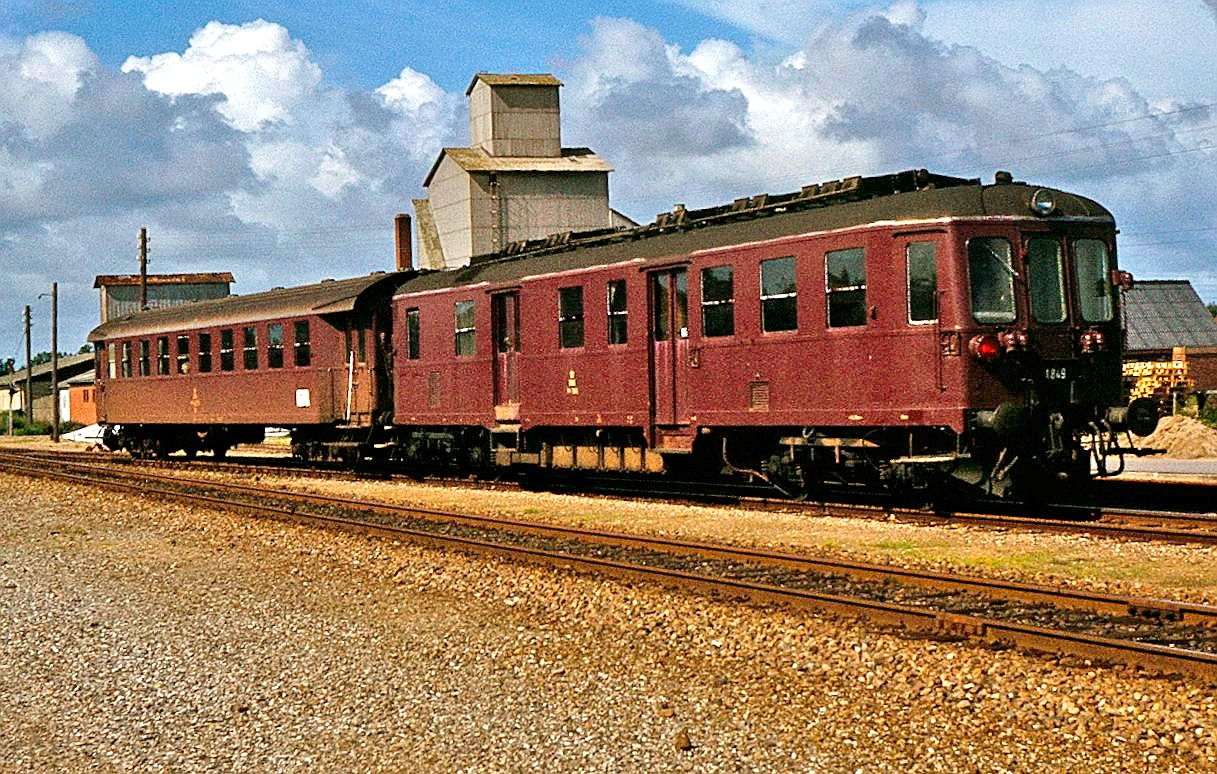
MO 1849 der DSB in Skærbæk (1978)

Seit Januar 2003 führt Arriva Danmark den Personenverkehr auf der Strecke mit durchgehenden Zügen von und nach Esbjerg durch. 2010 wurde diese Linie bis Niebüll verlängert und trug ab dem 14. Dezember 2014 in Deutschland die Liniennummer RB 66. Seit dem 10. Dezember 2023 enden die Züge wieder in Tønder, wo nach Deutschland umgestiegen werden muss.
Bei Bauarbeiten auf der Bahnstrecke Fredericia–Flensburg werden gelegentlich Ferngüterzüge zwischen Mitteleuropa und Skandinavien über die Strecke umgeleitet, so z. B. jeweils mehrere Wochen im Sommer 2014 und Sommer 2015, als der Abschnitt zwischen Vamdrup und Vojens zweigleisig ausgebaut sowie in diesem Zusammenhang die eingleisige Strecke zwischen Taulov und Padborg erneuert wurde. Da die Strecke nicht elektrifiziert ist, wurden die Züge mit Diesellokomotiven befördert, was die Baureihe 232 von DB Schenker Rail Deutschland auf die Strecke brachte. Der Regionalverkehr zwischen Ribe und Niebüll wurde in den genannten Zeiträumen großteils im Schienenersatzverkehr durchgeführt, weil die eingleisige Strecke nicht genügend Kapazität für Güter- und Regionalzüge bot.
Gemäß einer Ausschreibung des Transport-, Bygnings- og Boligministeriet (deutsch Ministeriums für Verkehr, Bau und Wohnungswesen) für die Durchführung des Regionalverkehrs in Dänemark durch private Anbieter wird seit Dezember 2020 zwischen Esbjerg und Ribe halbstündiger Zugverkehr durchgeführt. Die Vergabe der Zugleistungen an Arriva Danmark wurde per Vertrag über acht Jahre festgeschrieben. Die Züge nach Tønder beginnen in Aarhus, die nur bis Ribe verkehrenden Züge starten in Nørre Nebel.

## Technische Einrichtung
Anfang 2025 wurde das Signalsystem auf der Strecke auf ETCS umgestellt und am 20. April 2025 in Betrieb genommen. Dabei wurden 48 Bahnübergänge technisch neu ausgestattet, wobei 15 Übergänge von Sicherung durch Licht- und Tonsignale auf Schranken umgerüstet wurden. Ein weiterer Übergang erhielt Halbschranken.